# Deitingen
Deitingen is een gemeente en plaats in het Zwitserse kanton Solothurn en maakt deel uit van het district Wasseramt.

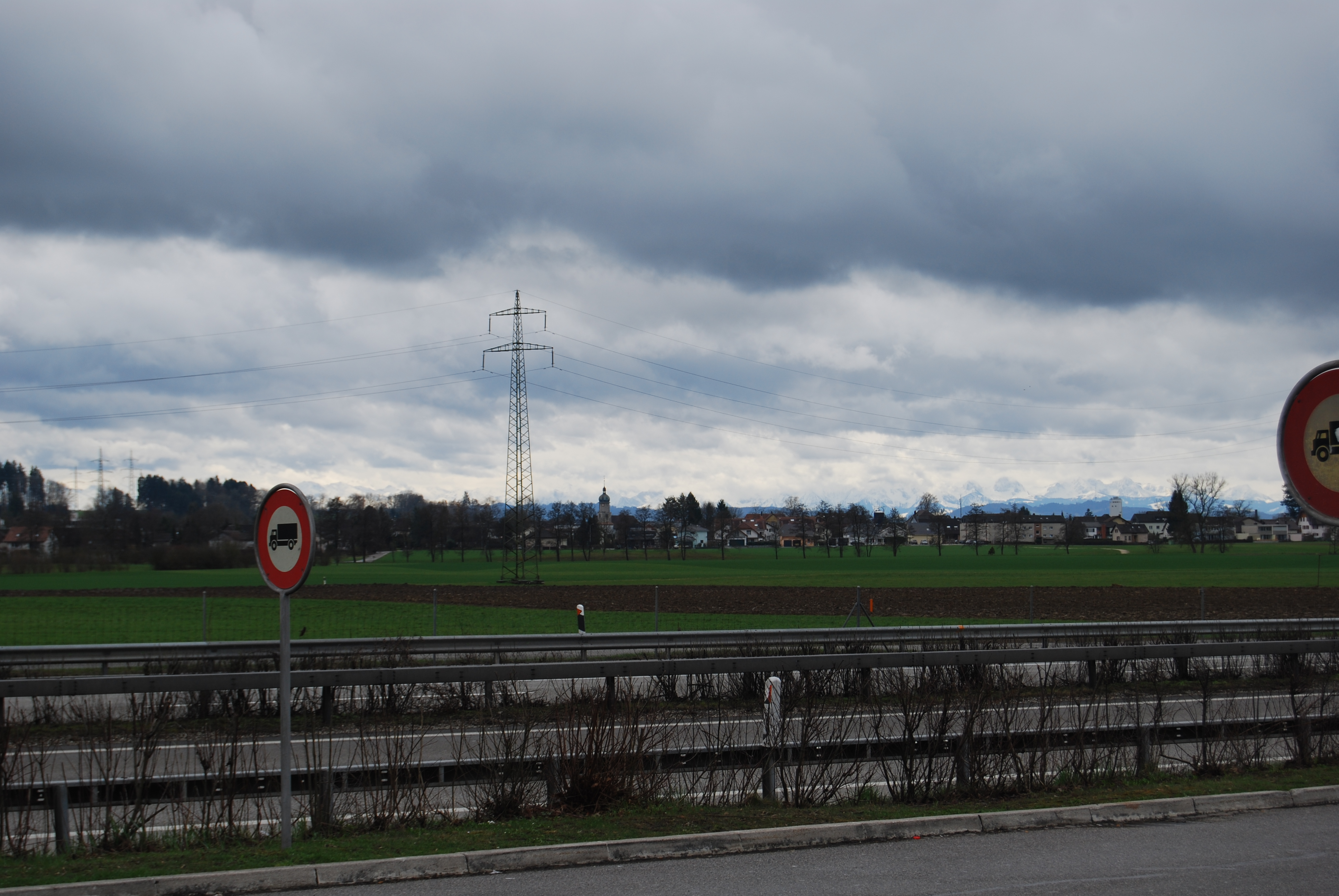
Deitingen

Deitingen telt 2130 inwoners.